# منتخب البحرين تحت 17 سنة لكرة القدم
منتخب البحرين تحت 17 سنة لكرة القدم، هي منتخب قومي لكرة القدم لمن يلعب تحت سن 17 سنة في البحرين، لعبت البحرين لكأس آسيا للناشئين 7 مرات، حيث حققت الوصافة للمرة الأولى سنة 1988م بعد خسارتها أمام نظيره السعودي بنتيجة هدفين مقابل لا شيء، ولعبت لكأس العالم للناشئين مرتين سنة 1989م و1997م، ففي البطولة الأولى لكأس العالم للناشئين في اسكتلندا سنة 1989م حلت البحرين في المرتبة الرابعة بعد خسارتها أمام المنتخب البرتغالي بنتيجة 3 أهداف مقابل لا شئ،  والمشاركة الثانية في مصر سنة 1997م، حيث خرج من دور المجموعات، حيث فازت البحرين على كوستا ريكا بنتيجة 3 أهداف لهدف وخسارة مبارتين أمام غانا والأرجنتين.

## سجل البطولات

### كأس العالم تحت 17 سنة
| سجل كأس العالم تحت 17 سنة | سجل كأس العالم تحت 17 سنة | سجل كأس العالم تحت 17 سنة | سجل كأس العالم تحت 17 سنة | سجل كأس العالم تحت 17 سنة | سجل كأس العالم تحت 17 سنة | سجل كأس العالم تحت 17 سنة | سجل كأس العالم تحت 17 سنة | سجل كأس العالم تحت 17 سنة |
| السنة                     | النتيجة                   | المركز                    | لعب                       | ف                         | ت*                        | خ                         | أ.له                      | أ.عليه                    |
| ------------------------- | ------------------------- | ------------------------- | ------------------------- | ------------------------- | ------------------------- | ------------------------- | ------------------------- | ------------------------- |
| 1985 – 1987               | لم يتأهل                  | لم يتأهل                  | لم يتأهل                  | لم يتأهل                  | لم يتأهل                  | لم يتأهل                  | لم يتأهل                  | لم يتأهل                  |
| 1989                      | نصف النهائي               | الرابع                    | 6                         | 2                         | 2                         | 2                         | 5                         | 5                         |
| 1991 – 1995               | لم يتأهل                  | لم يتأهل                  | لم يتأهل                  | لم يتأهل                  | لم يتأهل                  | لم يتأهل                  | لم يتأهل                  | لم يتأهل                  |
| 1997                      | مرحلة المجموعات           | الثاني عشر                | 3                         | 1                         | 0                         | 2                         | 4                         | 8                         |
| 1999 - 2019               | لم يتأهل                  | لم يتأهل                  | لم يتأهل                  | لم يتأهل                  | لم يتأهل                  | لم يتأهل                  | لم يتأهل                  | لم يتأهل                  |
| 2023                      | لم يتحدد بعد              | لم يتحدد بعد              | لم يتحدد بعد              | لم يتحدد بعد              | لم يتحدد بعد              | لم يتحدد بعد              | لم يتحدد بعد              | لم يتحدد بعد              |
| المجموع                   | الأفضل: نصف النهائي       | 2/19                      | 9                         | 3                         | 2                         | 4                         | 9                         | 13                        |

| تاريخ كأس العالم تحت 17 سنة | تاريخ كأس العالم تحت 17 سنة | تاريخ كأس العالم تحت 17 سنة | تاريخ كأس العالم تحت 17 سنة |
| السنة                       | المرحلة                     | النتيجة                     | الحصيلة                     |
| --------------------------- | --------------------------- | --------------------------- | --------------------------- |
| 1989                        | مرحلة المجموعات             | كوبا 0–3 البحرين            | فوز                         |
| 1989                        | مرحلة المجموعات             | غانا 0-1 البحرين            | فوز                         |
| 1989                        | مرحلة المجموعات             | إسكتلندا 1–1 البحرين        | تعادل                       |
| 1989                        | ربع النهائي                 | البحرين 0(4)–0(1) البرازيل  | فوز                         |
| 1989                        | نصف النهائي                 | البحرين 0–1 السعودية        | خسارة                       |
| 1999                        | مرحلة المجموعات             | كوستاريكا 1–3 البحرين       | فوز                         |
| 1999                        | مرحلة المجموعات             | غانا 5-1 البحرين            | خسارة                       |
| 1999                        | مرحلة المجموعات             | الأرجنتين 2–0 البحرين       | خسارة                       |

### بطولة آسيا للناشئين تحت 16 عاما
| سجل بطولة آسيا للناشئين تحت 16 عاما | سجل بطولة آسيا للناشئين تحت 16 عاما | سجل بطولة آسيا للناشئين تحت 16 عاما | سجل بطولة آسيا للناشئين تحت 16 عاما | سجل بطولة آسيا للناشئين تحت 16 عاما | سجل بطولة آسيا للناشئين تحت 16 عاما | سجل بطولة آسيا للناشئين تحت 16 عاما | سجل بطولة آسيا للناشئين تحت 16 عاما |
| السنة                               | الجولة                              | لعب                                 | فاز                                 | تعادل *                             | خسر                                 | له                                  | عليه                                |
| ----------------------------------- | ----------------------------------- | ----------------------------------- | ----------------------------------- | ----------------------------------- | ----------------------------------- | ----------------------------------- | ----------------------------------- |
| 1985                                | لم تتأهل                            | لم تتأهل                            | لم تتأهل                            | لم تتأهل                            | لم تتأهل                            | لم تتأهل                            | لم تتأهل                            |
| 1986                                | مرحلة المجموعات                     | 3                                   | 0                                   | 2                                   | 1                                   | 3                                   | 4                                   |
| 1988                                | الوصيف                              | 6                                   | 1                                   | 4                                   | 1                                   | 3                                   | 4                                   |
| 1990                                | لم تتأهل                            | لم تتأهل                            | لم تتأهل                            | لم تتأهل                            | لم تتأهل                            | لم تتأهل                            | لم تتأهل                            |
| 1992                                | مرحلة المجموعات                     | 3                                   | 1                                   | 1                                   | 1                                   | 6                                   | 4                                   |
| 1994                                | المركز الرابع                       | 6                                   | 3                                   | 0                                   | 3                                   | 11                                  | 9                                   |
| 1996                                | المركز الثالث                       | 6                                   | 3                                   | 1                                   | 2                                   | 13                                  | 8                                   |
| 1998                                | المركز الثالث                       | 6                                   | 3                                   | 0                                   | 2                                   | 14                                  | 13                                  |
| 2000                                | لم تتأهل                            | لم تتأهل                            | لم تتأهل                            | لم تتأهل                            | لم تتأهل                            | لم تتأهل                            | لم تتأهل                            |
| 2002                                | لم تتأهل                            | لم تتأهل                            | لم تتأهل                            | لم تتأهل                            | لم تتأهل                            | لم تتأهل                            | لم تتأهل                            |
| 2004                                | لم تتأهل                            | لم تتأهل                            | لم تتأهل                            | لم تتأهل                            | لم تتأهل                            | لم تتأهل                            | لم تتأهل                            |
| 2006                                | لم تتأهل                            | لم تتأهل                            | لم تتأهل                            | لم تتأهل                            | لم تتأهل                            | لم تتأهل                            | لم تتأهل                            |
| 2008                                | مرحلة المجموعات                     | 3                                   | 1                                   | 0                                   | 2                                   | 3                                   | 4                                   |
| 2010                                | لم تتأهل                            | لم تتأهل                            | لم تتأهل                            | لم تتأهل                            | لم تتأهل                            | لم تتأهل                            | لم تتأهل                            |
| 2012                                | لم تتأهل                            | لم تتأهل                            | لم تتأهل                            | لم تتأهل                            | لم تتأهل                            | لم تتأهل                            | لم تتأهل                            |
| 2014                                | لم تتأهل                            | لم تتأهل                            | لم تتأهل                            | لم تتأهل                            | لم تتأهل                            | لم تتأهل                            | لم تتأهل                            |
| 2016                                | لم تتأهل                            | لم تتأهل                            | لم تتأهل                            | لم تتأهل                            | لم تتأهل                            | لم تتأهل                            | لم تتأهل                            |
| 2018                                | لم تتأهل                            | لم تتأهل                            | لم تتأهل                            | لم تتأهل                            | لم تتأهل                            | لم تتأهل                            | لم تتأهل                            |
| 2020                                | ألغيت                               | ألغيت                               | ألغيت                               | ألغيت                               | ألغيت                               | ألغيت                               | ألغيت                               |
| 2023                                | لم يتحدد بعد                        | لم يتحدد بعد                        | لم يتحدد بعد                        | لم يتحدد بعد                        | لم يتحدد بعد                        | لم يتحدد بعد                        | لم يتحدد بعد                        |
| المجموع                             | الأفضل: الوصيف                      | 33                                  | 12                                  | 8                                   | 12                                  | 53                                  | 46                                  |

| كأس الخليج العربي تحت 17 سنة | كأس الخليج العربي تحت 17 سنة | كأس الخليج العربي تحت 17 سنة | كأس الخليج العربي تحت 17 سنة | كأس الخليج العربي تحت 17 سنة | كأس الخليج العربي تحت 17 سنة | كأس الخليج العربي تحت 17 سنة | كأس الخليج العربي تحت 17 سنة |
| العام                        | المرحلة                      | لعب                          | فاز                          | تعادل                        | خسر                          | له                           | عليه                         |
| ---------------------------- | ---------------------------- | ---------------------------- | ---------------------------- | ---------------------------- | ---------------------------- | ---------------------------- | ---------------------------- |
| 2001                         | غير معروف                    | –                            | –                            | –                            | –                            | –                            | –                            |
| 2002                         | المركز السادس                | 3                            | 1                            | 1                            | 1                            | 4                            | 6                            |
| 2003                         | المركز السادس                | 5                            | 0                            | 0                            | 5                            | 9                            | 23                           |
| 2006                         | المركز الخامس                | 5                            | 0                            | 2                            | 3                            | 3                            | 13                           |
| 2008                         | المركز الرابع                | 3                            | 0                            | 0                            | 3                            | 2                            | 9                            |
| 2009                         | المركز الرابع                | 3                            | 1                            | 1                            | 1                            | 5                            | 8                            |
| 2010                         | المركز السادس                | 3                            | 0                            | 1                            | 2                            | 0                            | 5                            |
| 2011                         | المركز الخامس                | 3                            | 1                            | 0                            | 2                            | 1                            | 5                            |
| 2012                         | مرحلة المجموعات              | 2                            | 0                            | 0                            | 2                            | 0                            | 5                            |
| 2013                         | المركز الثالث                | 4                            | 1                            | 1                            | 1                            | 4                            | 4                            |
| 2015                         | مرحلة المجموعات              | 2                            | 0                            | 0                            | 2                            | 0                            | 3                            |
| 2016                         | غير معروف                    | –                            | –                            | –                            | –                            | –                            | –                            |
| المجموع                      | الأفضل: المركز الثالث        | 33                           | 4                            | 6                            | 22                           | 28                           | 81                           |

| بطولة اتحاد غرب آسيا لكرة القدم تحت 16 سنة | بطولة اتحاد غرب آسيا لكرة القدم تحت 16 سنة | بطولة اتحاد غرب آسيا لكرة القدم تحت 16 سنة | بطولة اتحاد غرب آسيا لكرة القدم تحت 16 سنة | بطولة اتحاد غرب آسيا لكرة القدم تحت 16 سنة | بطولة اتحاد غرب آسيا لكرة القدم تحت 16 سنة | بطولة اتحاد غرب آسيا لكرة القدم تحت 16 سنة | بطولة اتحاد غرب آسيا لكرة القدم تحت 16 سنة |
| العام                                      | المرحلة                                    | لعب                                        | فاز                                        | تعادل                                      | خسر                                        | له                                         | عليه                                       |
| ------------------------------------------ | ------------------------------------------ | ------------------------------------------ | ------------------------------------------ | ------------------------------------------ | ------------------------------------------ | ------------------------------------------ | ------------------------------------------ |
| 2005                                       | لم يشارك                                   | –                                          | –                                          | –                                          | –                                          | –                                          | –                                          |
| 2007                                       | لم يشارك                                   | –                                          | –                                          | –                                          | –                                          | –                                          | –                                          |
| 2009                                       | مرحلة المجموعات                            | 2                                          | 1                                          | 0                                          | 1                                          | 4                                          | 3                                          |
| 2013                                       | لم يشارك                                   | –                                          | –                                          | –                                          | –                                          | –                                          | –                                          |
| 2015                                       | لم يشارك                                   | –                                          | –                                          | –                                          | –                                          | –                                          | –                                          |
| 2018                                       | لم يشارك                                   | –                                          | –                                          | –                                          | –                                          | –                                          | –                                          |
| 2019                                       | المركز السادس                              | 4                                          | 1                                          | 2                                          | 1                                          | 4                                          | 5                                          |
| 2021                                       | مرحلة المجموعات                            | 2                                          | 0                                          | 0                                          | 2                                          | 0                                          | 9                                          |
| 2022                                       | لم يشارك                                   | –                                          | –                                          | –                                          | –                                          | –                                          | –                                          |
| المجموع                                    | الأفضل: مرحلة المجموعات                    | 8                                          | 2                                          | 2                                          | 4                                          | 8                                          | 17                                         |

### بطولة اتحاد غرب آسيا لكرة القدم تحت 18 سنة
| بطولة اتحاد غرب آسيا لكرة القدم تحت 18 سنة | بطولة اتحاد غرب آسيا لكرة القدم تحت 18 سنة | بطولة اتحاد غرب آسيا لكرة القدم تحت 18 سنة | بطولة اتحاد غرب آسيا لكرة القدم تحت 18 سنة | بطولة اتحاد غرب آسيا لكرة القدم تحت 18 سنة | بطولة اتحاد غرب آسيا لكرة القدم تحت 18 سنة | بطولة اتحاد غرب آسيا لكرة القدم تحت 18 سنة | بطولة اتحاد غرب آسيا لكرة القدم تحت 18 سنة |
| العام                                      | المرحلة                                    | لعب                                        | فاز                                        | تعادل                                      | خسر                                        | له                                         | عليه                                       |
| ------------------------------------------ | ------------------------------------------ | ------------------------------------------ | ------------------------------------------ | ------------------------------------------ | ------------------------------------------ | ------------------------------------------ | ------------------------------------------ |
| 2019                                       | المركز الخامس                              | 3                                          | 1                                          | 1                                          | 1                                          | 4                                          | 4                                          |
| 2021                                       | مرحلة المجموعات                            | 4                                          | 1                                          | 1                                          | 2                                          | 3                                          | 7                                          |
| المجموع                                    | الأفضل: مرحلة المجموعات                    | 7                                          | 2                                          | 2                                          | 3                                          | 7                                          | 11                                         |

## لاعبون سابقون
- إبراهيم المشخص
- خالد جاسم
- راشد الدوسري
- سيد محمود جلال
- عبد الرحمن عبد الكريم
- علي حسن آل ثاني
- محمد حسين
- محمد سالمين
- ياسر عامر